# Calendario UCI Femenino 2017
El Calendario UCI Femenino 2017 (oficialmente: Elite Women’s Rankings), también denominado Ranking UCI Femenino 2017, comenzó el 14 de enero en Australia con el Santos Women's Tour y finalizó el 29 de octubre en Colombia con la Vuelta a Colombia Femenina.

## Equipos, carreras y categorías
- Para la lista de equipos profesionales véase: Equipos

En estas carreras pueden participar prácticamente todos los equipos. Las únicas limitaciones se sitúan en que los equipos amateurs no pueden participar en las carreras del UCI WorldTour Femenino 2017 (las de mayor categoría) y los equipos mixtos solo pueden participar en las carreras .2 (las de menor categoría).
En los Campeonatos Continentales (CC) también pueden puntuar todo tipo de equipos y corredoras de ese continente; y dependiendo la legislación de su federación continental también pueden participar, sin poder puntuar, corredoras fuera de ese continente.

### Categorías
Fuera del UCI WorldTour Femenino 2017 destacaron las 29 carreras de categoría .1 (7 por etapas y 22 de un día). En el siguiente cuadro se muestran las carreras con esa puntuación ordenado por países, para el resto de las competiciones véase: Carreras del Calendario UCI Femenino 2017
| Carrera                                                                   | Categoría |
| ------------------------------------------------------------------------- | --------- |
| Tour de Turingia femenino                                                 | 2.1       |
| BeNe Ladies Tour                                                          | 2.1       |
| A través de Flandes                                                       | 1.1       |
| Dwars door de Westhoek                                                    | 1.1       |
| Gooik-Geraardsbergen-Gooik                                                | 1.1       |
| Lotto Belgium Tour                                                        | 2.1       |
| Omloop Het Nieuwsblad-vrouwen elite / Circuit Het Nieuwsblad-Femmes Elite | 1.1       |
| SPAR Flanders Diamond Tour                                                | 1.1       |
| Spar-Omloop van het Hageland-Tielt-Winge                                  | 1.1       |
| Trofeo Maarten Wynants                                                    | 1.1       |
| Grand Prix Cycliste de Gatineau - RR                                      | 1.1       |
| Grand Prix Cycliste de Gatineau - ITT                                     | 1.1       |
| Tour de Guangxi                                                           | 1.1       |

| Carrera                                                | Categoría |
| ------------------------------------------------------ | --------- |
| Emakumeen Euskal Bira                                  | 2.1       |
| Winston Salem Cycling Classic                          | 1.1       |
| La Classique Morbihan                                  | 1.1       |
| Gran Premio de Plumelec-Morbihan Femenino              | 1.1       |
| Chrono Champenois-Trophée Européen                     | 1.1       |
| Chrono des Nations                                     | 1.1       |
| Giro del Trentino Alto Adige-Südtirol                  | 1.1       |
| Giro de Emilia Femenino                                | 1.1       |
| Gran Premio Bruno Beghelli Femenino                    | 1.1       |
| Festival Luxemburgués de Ciclismo Femenino Elsy Jacobs | 2.1       |
| EPZ Omloop van Borsele                                 | 1.1       |
| Tour de Polonia Femenino                               | 2.1       |
| Tour de Yorkshire                                      | 1.1       |
| Tour de Tailandia                                      | 2.1       |

Además, al igual que en los Circuitos Continentales UCI, también puntúan los campeonatos nacionales de ruta y contrarreloj (CN) así como el Campeonato Mundial (CM) de ese año.

## Calendario
- Para las carreras de la máxima categoría véase: UCI WorldTour Femenino 2017

### Enero
| Fecha | Carrera                           | Cat. | Ganadora             | Equipo      |
| ----- | --------------------------------- | ---- | -------------------- | ----------- |
| 14-17 | Santos Women's Tour               | 2.2  | Amanda Spratt        | Orica Scott |
| 28    | Cadel Evans Great Ocean Road Race | 1.2  | Annemiek van Vleuten | Orica Scott |

### Febrero
| Fecha | Carrera                                                                   | Cat. | Ganadora          | Equipo                |
| ----- | ------------------------------------------------------------------------- | ---- | ----------------- | --------------------- |
| 16    | Campeonato Africano Contrarreloj                                          | CC   | Aurelie Halbwachs | Selección de Mauricio |
| 18    | Campeonato Africano en Ruta                                               | CC   | Aurelie Halbwachs | Selección de Mauricio |
| 25    | Omloop Het Nieuwsblad-vrouwen elite / Circuit Het Nieuwsblad-Femmes Elite | 1.1  | Lucinda Brand     | Sunweb                |
| 26    | Campeonato Asiático Contrarreloj                                          | CC   | Hongyu Liang      | China Chongming-Liv   |
| 26    | Omloop van het Hageland                                                   | 1.1  | Jolien D'Hoore    | Wiggle High5          |
| 28    | Campeonato Asiático en Ruta                                               | CC   | Qianyu Yang       | China Chongming-Liv   |

### Marzo
| Fecha | Carrera                                 | Cat. | Ganadora              | Equipo           |
| ----- | --------------------------------------- | ---- | --------------------- | ---------------- |
| 1     | Le Samyn des Dames                      | 1.2  | Sheyla Gutiérrez      | Cylance          |
| 8-11  | Setmana Ciclista Valenciana             | 2.2  | Cecilie Uttrup Ludwig | Cervélo-Bigla    |
| 9     | Campeonato Oceánico Contrarreloj        | CC   | Lucy Kennedy          |                  |
| 11    | Campeonato Oceánico de Ciclismo en Ruta | CC   | Lisen Hockings        |                  |
| 12    | Drentse Acht van Westerveld             | 1.2  | Chloe Hosking         | Alé Cipollini    |
| 22    | A través de Flandes                     | 1.1  | Lotta Lepistö         | Cervélo-Bigla    |
| 29    | Pajot Hills Classic                     | 1.2  | Annette Edmondson     | Wiggle High5     |
| 30-2  | Joe Martin Stage Race Women             | 2.2  | Ruth Winder           | UnitedHealthcare |

### Abril
| Fecha | Carrera                                                | Cat. | Ganadora          | Equipo           |
| ----- | ------------------------------------------------------ | ---- | ----------------- | ---------------- |
| 3     | Gran Premio de Dottignies                              | 1.2  | Jolien D'Hoore    | Wiggle High5     |
| 5-9   | Healthy Ageing Tour                                    | 2.2  | Ellen van Dijk    | Sunweb           |
| 8-10  | Tour de Tailandia                                      | 2.1  | Phetdarin Somrat  | Thailand Women's |
| 19-23 | Tour de Gila                                           | 2.2  | Tayler Wiles      | UnitedHealthcare |
| 22    | EPZ Omloop van Borsele                                 | 1.1  | Riejanne Markus   | WM3              |
| 25    | GP della Liberazione PINK                              | 1.2  | Marta Bastianelli | Alé Cipollini    |
| 27-30 | Gracia-Orlová                                          | 2.2  | Riejanne Markus   | WM3              |
| 28-30 | Festival Luxemburgués de Ciclismo Femenino Elsy Jacobs | 2.1  | Christine Majerus | Boels Dolmans    |
| 29    | Tour de Yorkshire Women's Race                         | 1.1  | Elizabeth Deignan | Boels Dolmans    |

### Mayo
| Fecha | Carrera                                   | Cat. | Ganadora             | Equipo                      |
| ----- | ----------------------------------------- | ---- | -------------------- | --------------------------- |
| 5     | Campeonato Panamericano Contrarreloj      | CC   | Chloe Dygert         | Sho-Air Twenty20            |
| 6     | Campeonato Panamericano en Ruta           | CC   | Paola Muñoz          | Bizkaia-Durango             |
| 7     | Trofeo Maarten Wynants                    | 1.1  | Marianne Vos         | WM3                         |
| 10-12 | Tour de la Isla de Zhoushan               | 2.2  | Charlotte Becker     | Hitec Products              |
| 13    | Rabobank 7-Dorpenomloop Aalburg           | 1.2  | Marianne Vos         | WM3                         |
| 14    | Dwars door de Westhoek                    | 1.1  | Valentina Scandolara | WM3                         |
| 16    | Durango-Durango Emakumeen Saria           | 1.2  | Annemiek van Vleuten | Orica Scott                 |
| 17-21 | Emakumeen Euskal Bira                     | 2.1  | Ashleigh Moolman     | Cervélo-Bigla               |
| 19    | Chrono Gatineau                           | 1.1  | Lauren Stephens      | Tibco-SVB                   |
| 20    | Salverda Omloop van de IJsseldelta        | 1.2  | Nina Buysman         | Parkhotel Valkenburg-Destil |
| 20    | Gran Premio Ciclista de Gatineau          | 1.1  | Leah Kirchmann       | Sunweb                      |
| 21    | SwissEver GP Cham-Hagendorn               | 1.2  | Sarah Roy            | Orica Scott                 |
| 26    | La Classique Morbihan                     | 1.1  | Ashleigh Moolman     | Cervélo-Bigla               |
| 27    | Gran Premio de Plumelec-Morbihan Femenino | 1.1  | Ashleigh Moolman     | Cervélo-Bigla               |
| 27    | Horizon Park Race Femenina                | 1.2  | Alzbeta Pavlendova   |                             |
| 28    | Gooik-Geraardsbergen-Gooik                | 1.1  | Marianne Vos         | WM3                         |
| 28    | VR Women ITT                              | 1.2  | Hanna Solovéi        | Parkhotel Valkenburg-Destil |
| 29    | Winston Salem Cycling Classic             | 1.1  | Lauren Stephens      | Tibco-SVB                   |

### Junio
| Fecha | Carrera                               | Cat. | Ganadora         | Equipo         |
| ----- | ------------------------------------- | ---- | ---------------- | -------------- |
| 9     | Ljubljana-Domžale-Ljubljana TT        | 1.2  | Ann-Sophie Duyck | Drops          |
| 11    | SPAR Flanders Diamond Tour            | 1.1  | Nina Kessler     | Hitec Products |
| 17    | Giro del Trentino Alto Adige-Südtirol | 1.1  | Nikola Nosková   | BePink Cogeas  |

### Julio
| Fecha | Carrera                                    | Cat. | Ganadora       | Equipo                      |
| ----- | ------------------------------------------ | ---- | -------------- | --------------------------- |
| 6-9   | Tour de Feminin-O cenu Českého Švýcarska   | 2.2  | Ruth Winder    | Unitedhealthcare            |
| 9     | White Spot / Delta Road Race               | 1.2  | Kendall Ryan   | Tibco-SVB                   |
| 12-18 | Tour de Turingia femenino                  | 2.1  | Lisa Brennauer | Canyon SRAM                 |
| 13-16 | BeNe Ladies Tour                           | 2.1  | Marianne Vos   | WM3                         |
| 19-23 | Cascade Cycling Classic                    | 2.2  | Allie Dragoo   | Selección de Estados Unidos |
| 26-30 | Vuelta Femenina Internacional a Costa Rica | 2.2  | Arlenis Sierra | Astana Women's              |

### Agosto
| Fecha | Carrera                         | Cat. | Ganadora       | Equipo                        |
| ----- | ------------------------------- | ---- | -------------- | ----------------------------- |
| 3     | Campeonato Europeo Contrarreloj | CC   | Ellen van Dijk | Selección de los Países Bajos |
| 5     | Campeonato Europeo en Ruta      | CC   | Marianne Vos   | Selección de los Países Bajos |
| 5     | Erondegemse Pijl (Erpe-Mere)    | 1.2  | Julia Soek     | Sunweb                        |

### Septiembre
| Fecha | Carrera                                                         | Cat. | Ganadora             | Equipo                    |
| ----- | --------------------------------------------------------------- | ---- | -------------------- | ------------------------- |
| 5-8   | Lotto Belgium Tour                                              | 2.1  | Anouska Koster       | WM3                       |
| 5-10  | Tour Cycliste Féminin International de l'Ardèche                | 2.2  | Lucy Kennedy         |                           |
| 8-10  | Premondiale Giro Toscana Int. Femminile-Memorial Michela Fanini | 2.2  | Ashleigh Moolman     | Cervélo-Bigla             |
| 19    | Campeonato Mundial Contrarreloj                                 | CM   | Annemiek van Vleuten | Selección de Países Bajos |
| 23    | Campeonato Mundial en Ruta                                      | CM   | Chantal Blaak        | Selección de Países Bajos |
| 30    | Giro de Emilia Femenino                                         | 1.1  | Tatiana Guderzo      | Selección de Italia       |

### Octubre
| Fecha | Carrera                             | Cat. | Ganadora                | Equipo          |
| ----- | ----------------------------------- | ---- | ----------------------- | --------------- |
| 1     | Gran Premio Bruno Beghelli Femenino | 1.1  | Marta Bastianelli       | Alé Cipollini   |
| 15    | Chrono des Nations                  | 1.1  | Audrey Cordon           | Wiggle High5    |
| 24    | Tour de Guangxi                     | 1.1  | Maria Vittoria Sperotto | BePink Cogeas   |
| 24-29 | Vuelta a Colombia Femenina          | 2.2  | Ana Cristina Sanabria   | Servetto Giusta |

## Clasificaciones Finales (UCI World Ranking Femenino)
- No existe una clasificación exclusiva de este calendario. En el Ranking UCI Femenino se incluyen las 21 carreras del UCI WorldTour Femenino 2017. Esta clasificación se basa en los resultados de las últimas 52 semanas de acuerdo con el sistema "rolling", mismo sistema que el Ranking ATP y Ranking WTA de tenis.

Estas son las clasificaciones provisionales a fecha:

### Individual
| Clasificación por puntos | Clasificación por puntos | Clasificación por puntos | Clasificación por puntos | Clasificación por puntos |
| Ciclista                 | Ciclista                 | Equipo                   | Puntos                   |                          |
| ------------------------ | ------------------------ | ------------------------ | ------------------------ | ------------------------ |
| 1.ª                      | Annemiek van Vleuten     | Orica-Scott              | 1475 pts                 |                          |
| 2.ª                      | Anna van der Breggen     | Boels Dolmans            | 1252 pts                 |                          |
| 3.ª                      | Marianne Vos             | WM3                      | 1012 pts                 |                          |
| 4.ª                      | Ellen van Dijk           | Sunweb                   | 1003 pts                 |                          |
| 5.ª                      | Katarzyna Niewiadoma     | WM3                      | 999 pts                  |                          |
| 6.ª                      | Coryn Rivera             | Sunweb                   | 951 pts                  |                          |
| 7.ª                      | Jolien D'Hoore           | Wiggle High5             | 934 pts                  |                          |
| 8.ª                      | Ashleigh Moolman-Pasio   | Cervélo Bigla            | 766 pts                  |                          |
| 9.ª                      | Lizzie Deignan           | Boels Dolmans            | 713 pts                  |                          |
| 10.ª                     | Elisa Longo Borghini     | Wiggle High5             | 711 pts                  |                          |

### Clasificación por equipos
Esta clasificación se calcula sumando los puntos de las cinco mejores corredoras de cada equipo. Los equipos con el mismo número de puntos se clasifican de acuerdo a su corredora mejor clasificado.
| Clasificación por equipos | Clasificación por equipos | Clasificación por equipos | Clasificación por equipos |
| Equipo                    | Equipo                    | Puntos                    |                           |
| ------------------------- | ------------------------- | ------------------------- | ------------------------- |
| 1.º                       | Boels Dolmans             | 3368 pts                  |                           |
| 2.º                       | Sunweb                    | 3050 pts                  |                           |
| 3.º                       | Orica-Scott               | 2705 pts                  |                           |
| 4.º                       | WM3 Pro Cycling           | 2412 pts                  |                           |
| 5.º                       | Cervélo Bigla             | 2334 pts                  |                           |
| 6.º                       | Wiggle High5              | 2287 pts                  |                           |
| 7.º                       | Canyon Sram Racing        | 1814 pts                  |                           |
| 8.º                       | Alé Cipollini Galassia    | 1471 pts                  |                           |
| 9.º                       | BTC City Ljubljana        | 1092 pts                  |                           |
| 10.º                      | Cylance Pro Cycling       | 1051 pts                  |                           |

### Países
La clasificación por países se calcula sumando los puntos de las cinco mejores corredoras de cada país. Los países con el mismo número de puntos se clasifican de acuerdo a su corredora mejor clasificado.
| Posición | País           | Puntos |
| -------- | -------------- | ------ |
| 1.º      | Países Bajos   | 5398   |
| 2.º      | Estados Unidos | 2545   |
| 3.º      | Italia         | 2396   |
| 4.º      | Australia      | 2260   |
| 5.º      | Reino Unido    | 1672   |